# Ад'юнкт
Ад'ю́нкт (лат. adjunctus — приєднаний, зарахований, помічник) —
1. У сучасній Україні (також у СРСР) — військовослужбовець, що готується до педагогічної та науково-дослідної роботи у вищих військово-навчальних закладах.
2. У Західній Європі і в Російській імперії — особа, яка займає молодшу наукову посаду, — помічник академіка або професора. У Російській імперії ад'юнктів замінили доценти згідно з університетським статутом (1863).
3. Працівник суду в Австро-Угорщині (зокрема, у Галичині).
4. Законами України визначено, що ад'юнкт:

- особа, зарахована до вищого військового навчального закладу (вищого навчального закладу із специфічними умовами навчання) для здобуття ступеня доктора філософії[1]
- учений, який проводить наукові дослідження у межах підготовки в ад'юнктурі вищого військового навчального закладу (вищого навчального закладу із специфічними умовами навчання) для здобуття ступеня доктора філософії[2].